# Popis engleskih umjetnica
Ovo je popis umjetnica rođenih u Engleskoj ili čija su umjetnička djela usko povezana s tom zemljom.

## B
- Mary Beale (1633. – 1699.), slikarica

## C
- Joan Carlile (oko 1606. – 1679.), slikarica
- Margaret Sarah Carpenter (1793. – 1872.), slikarica

## D
- Evelyn De Morgan (1855. – 1919.), slikarica

## H
- Mary Hoare (1744. – 1820.)

## K
- Angelica Kauffmann (1741. – 1807.), slikarica

## M
- Mary Moser (1744. – 1819.), slikarica
- Annie Feray Mutrie (1826. – 1893.), slikarica
- Martha Darley Mutrie (1824. – 1885.), slikarica